# Sogatella albofimbriata
Sogatella albofimbriata är en insektsart som först beskrevs av Frederick Arthur Godfrey Muir 1926.  Sogatella albofimbriata ingår i släktet Sogatella och familjen sporrstritar. Inga underarter finns listade i Catalogue of Life.